# 苍鹭湖
苍鹭湖（Lake Heron）是新西兰南島的一个淡水湖泊。該湖泊的湖水流經溪湖（Lake Stream），而溪湖又最終汇入拉卡亚河。
後來苍鹭湖南岸新建了道路，但新西兰皇家森林与鸟类保护协会擔心道路对环境可能造成影响。